# Extrapolació filogenètica
L'extrapolació filogenètica és un mètode d'inferència emprat en les ciències biològiques. Serveix per inferir la probabilitat de caràcters desconeguts en organismes basant-se en la seva posició en un arbre filogenètic. Una de les principals aplicacions de l'extrapolació filogenètica és l'estudi dels organismes extints que només es coneixen a partir de fòssils. Es pot remuntar fins a l'últim avantpassat comú universal (LUCA). Sovint es fa servir per entendre caràcters que no es fossilitzen gaire bé, com ara l'anatomia dels teixits tous, la fisiologia i el comportament. La comparació amb els organismes més propers (habitualment organismes vivents) permet extrapolar els caràcters amb un grau de certesa relativament alt, tot i que és un mètode extremament susceptible als errors induïts per l'evolució convergent.

## Mètode

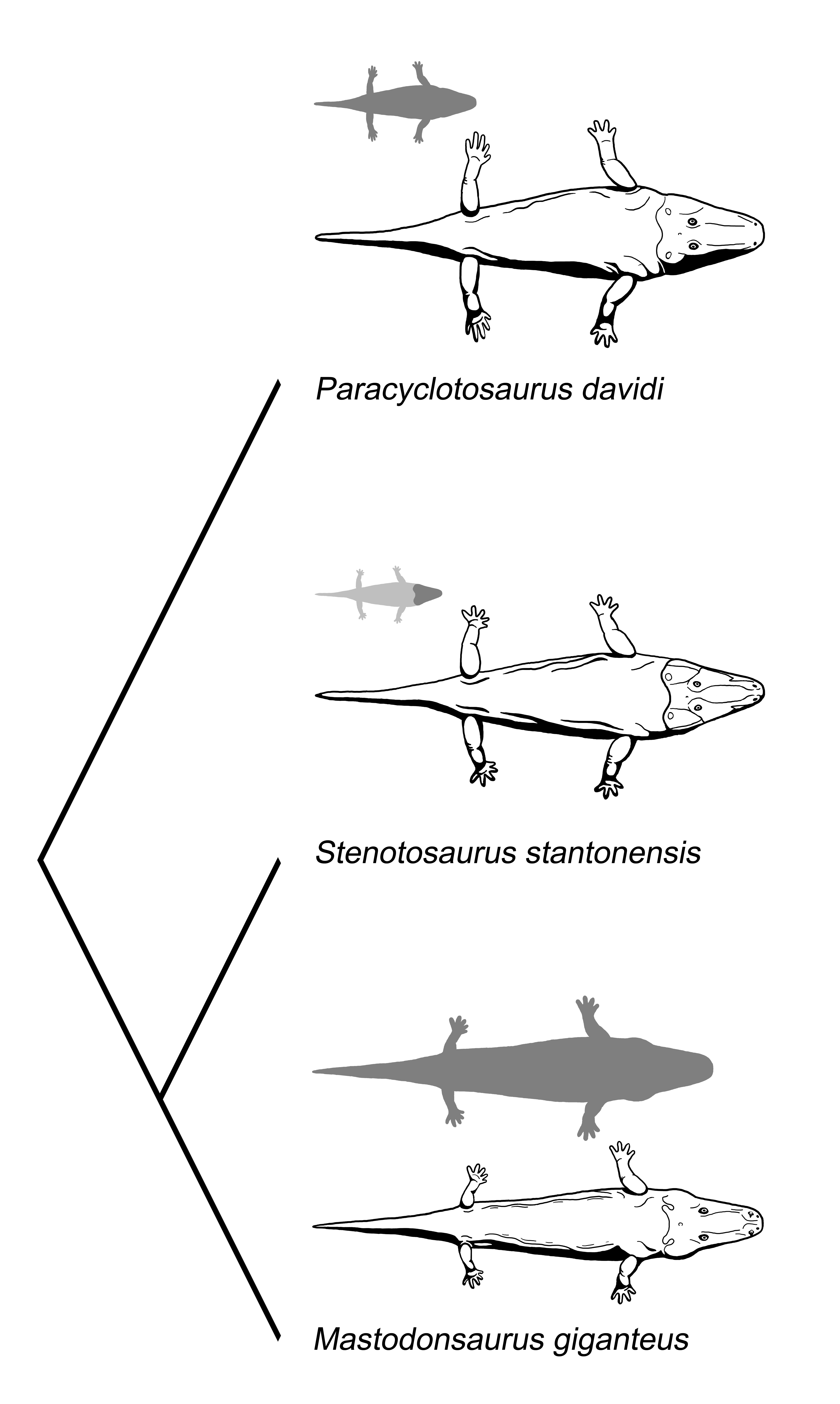
Igual que molts altres labirintodonts, Stenotosaurus stantonensis és conegut únicament a partir del seu crani. Aquesta reconstrucció del seu cos es basa en l'extrapolació a partir de Paracyclotosaurus i Mastodonsaurus, coneguts a partir d'espècimens gairebé complets.

Les formes més generals d'extrapolació filogenètica no necessiten tàxons vivents i tenen l'avantatge que es poden fer servir en més casos. Tanmateix, com que també són més genèriques i poden dependre de la inferència de caràcters en animals extints, ofereixen una menor potència explicativa.

### Extrapolació filogenètica a partir d'organismes vivents
És una forma popular d'extrapolació filogenètica proposada per Witmer el 1955. Consisteix a comparar un tàxon extint amb els seus parents vivents més propers. Per exemple, els caràcters del tiranosaure, un dinosaure teròpode, s'extrapolen a partir dels dels ocells i els cocodrils. Un caràcter present tant en els ocells com en els cocodrils, com ara la capacitat de pondre ous amniotes, probablement també es donaria en el tiranosaure, mentre que un caràcter absent tant en els ocells com els cocodrils, com ara el pèl, probablement no es donaria en el tiranosaure. Aquest enfocament també es pot emprar per reconstruir caràcters ecològics.

### Nivells d'inferència
L'extrapolació filogenètica a partir d'organismes vivents permet als investigadors inferir els caràcters dels animals extints amb diferents nivells de certesa o «nivells d'inferència». N'hi ha tres. Com més alt és el nivell d'inferència, més baix és el grau de certesa.

#### Inferències basades en marques osteològiques
Nivell 1: la inferència d'un caràcter que deixa una marca òssia a l'esquelet en ambdós membres dels tàxons germans vivents. Exemple: Dir que el tiranosaure tenia globus oculars és una inferència de nivell 1 perquè els dos membres dels grups utilitzats per a l'extrapolació en tenen. A més a més, les òrbites oculars d'aquests animals són homòlogues a les que s'han trobat en els cranis fòssils de tiranosaure.
Nivell 2: la inferència d'un caràcter que deixa una marca a l'esquelet de només un dels tàxons germans vivents. Per exemple, dir que el tiranosaure tenia sacs aeris a l'esquelet és una inferència de nivell 2, car els ocells són l'únic tàxon germà del tiranosaure que en presenten. Tanmateix, les fosses pneumàtiques subjacents als sacs aeris dels ossos dels ocells vivents són molt semblants a les cavitats observades en les vèrtebres fòssils dels tiranosaures. L'alt grau de semblança entre les fosses pneumàtiques del tiranosaure i les dels ocells vivents reforça aquesta inferència, però fins i tot així no és tan forta com una inferència de nivell 1.
Nivell 3: la inferència d'un caràcter que deixa una marca òssia a l'esquelet, però que no es dona en cap dels tàxons germans vivents del tàxon en qüestió. Per exemple, dir que els dinosaures ceratops, com ara el triceratop, tenien banyes seria una inferència de nivell 3. Ni els cocodrils vivents ni els ocells vivents tenen banyes, però no hi ha cap mena de dubte que els ceratops sí que en tenien. Així doncs, una inferència de nivell 3 no gaudeix del suport de l'extrapolació filogenètica, però es pot fer servir igualment gràcies a les dades obtingudes a partir dels fòssils.

#### Inferències no basades en marques osteològiques
L'extrapolació filogenètica a partir d'organismes vivents es pot fer servir per inferir la presència de teixits tous fins i tot quan aquests teixits no interaccionen amb l'esquelet. Igual que en el cas anterior, hi ha tres nivells d'inferència. Aquests nivells es designen amb primes. Com més alt és el nivell d'inferència, més baix és el grau de certesa.
Nivell 1′: la inferència d'un caràcter compartit per ambdós tàxons germans vivents que no deixa una marca òssia. Per exemple, dir que el tiranosaure tenia un cor de quatre cambres seria una inferència de nivell 1′, car els dos tàxons germans vivents (els cocodrils i els ocells) en tenen, però aquest caràcter no deixa indicis ossis.
Nivell 2′: la inferència d'un caràcter que es troba en només un tàxon germà del tàxon en qüestió i que no deixa cap mena d'indici ossi. Per exemple, dir que el tiranosaure era un animal de sang calenta seria una inferència de nivell 2′, car els ocells vivents ho són, però els cocodrils vivents no. A més a més, com que la sang calenta és un caràcter fisiològic i no anatòmic, no deixa marques òssies que en revelin la presència.
Nivell 3′: la inferència d'un caràcter que no es troba en cap tàxon germà del tàxon en qüestió i que no deixa cap mena d'indici ossi. Per exemple, dir que Apatosaurus ajax, un sauròpode gros, donava a llum cries vives, com ho fan els mamífers i moltes sargantanes, seria una inferència de nivell 3′, car ni els cocodrils ni els ocells donen a llum cries vives i, a més a més, no és un caràcter que deixi impressions a l'esquelet.
En general, les primes sempre reflecteixen un nivell de certesa més baix que els seus nivells subjacents, però la diferència de certesa entre un nivell i un altre és menys clara. Per exemple, no està del tot clar si un nivell 1′ implicaria un grau de certesa més baix que un nivell 2. El mateix val per a un nivell 2′ i un nivell 3.

## Exemple d'extrapolació amb un grup extint i un altre de vivent
Kryptobataar, del Cretaci superior, i els monotremes vivents (taquiglòssids i ornitorrínquids) presenten esperons extratarsals a les potes posteriors. A grans trets, la filogènesi és la següent (els tàxons que se sap que tenen esperons extratarsals apareixen en negreta):
|  | \| \| Kryptobaatar \| \| \| \| \| \| Cimolomyidae \| \| \| \| |
|  |                                                               |
|  | Eobaataridae                                                  |
|  |                                                               |
|  | Kryptobaatar                                                  |
|  |                                                               |
|  | Cimolomyidae                                                  |
|  |                                                               |

|  | Kryptobaatar |
|  |              |
|  | Cimolomyidae |
|  |              |

|  | \| \| Kryptobaatar \| \| \| \| \| \| Cimolomyidae \| \| \| \| |
|  |                                                               |
|  | Eobaataridae                                                  |
|  |                                                               |
|  | Kryptobaatar                                                  |
|  |                                                               |
|  | Cimolomyidae                                                  |
|  |                                                               |

|  | Kryptobaatar |
|  |              |
|  | Cimolomyidae |
|  |              |

|  | Ornithorhynchidae (ornitorrinc) |
|  |                                 |
|  | Tachyglossidae (equidnes)       |
|  |                                 |

|  | \| \| Kryptobaatar \| \| \| \| \| \| Cimolomyidae \| \| \| \| |
|  |                                                               |
|  | Eobaataridae                                                  |
|  |                                                               |
|  | Kryptobaatar                                                  |
|  |                                                               |
|  | Cimolomyidae                                                  |
|  |                                                               |

|  | Kryptobaatar |
|  |              |
|  | Cimolomyidae |
|  |              |

|  | \| \| Kryptobaatar \| \| \| \| \| \| Cimolomyidae \| \| \| \| |
|  |                                                               |
|  | Eobaataridae                                                  |
|  |                                                               |
|  | Kryptobaatar                                                  |
|  |                                                               |
|  | Cimolomyidae                                                  |
|  |                                                               |

|  | Kryptobaatar |
|  |              |
|  | Cimolomyidae |
|  |              |

|  | Ornithorhynchidae (ornitorrinc) |
|  |                                 |
|  | Tachyglossidae (equidnes)       |
|  |                                 |

Assumint que els esperons de Kryptobataar i els dels monotremes són homòlegs, eren un caràcter propi del mamífer que era el seu últim avantpassat comú, així que es pot determinar amb un grau moderat de certesa que també estaven presents en els eobatàrids (els seus descendents del Cretaci inferior).

## Exemple d'extrapolació únicament amb grups extints
Un fòssil fragmentari del qual es coneix la filogènesi es pot comparar a un espècimen més complet per fer-se una idea del seu pla corporal i el seu hàbit. En general, tot i que molts tàxons es coneixen exclusivament a partir del crani, es pot inferir que el cos dels labirintodonts era ample i eixancarrat, amb la cua comprimida en l'eix lateral, gràcies al coneixement de la forma de labirintodonts més ben coneguts.

## Exemples d'errors
L'extrapolació filogenètica es basa en el concepte de la conservació anatòmica. La forma del cos d'un animal pot ser força homogènia en grups grans, però no sempre és així.
Fins al 2014, l'espinosaure, un dinosaure teròpode gros, era conegut només a partir de restes fragmentàries, principalment del crani i les vèrtebres. Els científics assumien que la resta de l'esquelet seria força semblant al d'animals relacionats, com ara Baryonyx i Suchomimus, que exhibeixen l'anatomia típica dels teròpodes, amb potes posteriors llargues i fortes i potes anteriors relativament petites. Tanmateix, el 2014 se'n trobaren les potes posteriors. La nova reconstrucció indica que les anteriors estaven equivocades i que era un animal que es passava gran part del temps a l'aigua i tenia les potes posteriors relativament febles. És possible que caminés sobre quatre potes quan sortia de l'aigua; hauria estat l'únic teròpode a desplaçar-se d'aquesta manera.